# Tim Howes
Tim Howes (nacido el 21 de septiembre de 1963) es un ingeniero de software, empresario y autor. Es el cocreador del Protocolo Ligero de Acceso a Directorios (LDAP), el estándar de Internet para acceder a los servidores de directorios. Es cofundador de la empresa de software empresarial Opsware, la empresa de navegadores de Internet Rockmelt y la empresa de educación infantil Know Yourself. Es coautor de dos libros, de varios RFC de Internet y de varias patentes.

## Educación y carrera temprana
Howes Nació y levantado en Ann Arbor, Míchigan.  Aguanta un Bachelor de grado de Ciencia en Ingeniería Aeroespacial, un Maestro de Ciencia en Informática e Ingeniería y un Ph.D. En Informática e Ingeniería, todo de la Universidad de Míchigan.
Mientras estaba en la Universidad de Míchigan, Howes se encargó de crear un servicio de directorio para todo el campus utilizando el estándar X.500. Los directorios X.500 enumeran los recursos de la red para facilitar su búsqueda y uso a los administradores y usuarios de la red. Desgraciadamente, para acceder a los registros X.500 se necesitaba un servidor X.500 completo; no existía ningún cliente X.500. Esto llevó a Howes a cocrear DIXIE, un cliente de directorio para directorios X.500 (así como a contribuir con mejoras significativas para mejorar el rendimiento del directorio Quipu). Este trabajo constituyó la base de su tesis doctora l y fue la base de LDAP, una versión de DIXIE basada en estándares tanto para clientes como para servidores. La primera versión pública de LDAP se publicó en 1993.

## Netscape
En 1996, tras incorporarse a Netscape como arquitecto de servidores de directorio, Howes fue nombrado uno de los 25 mejores impulsores de la tecnología de redes por la revista Network Computing. En 1997, la versión 3 de LDAP ganó el premio a la excelencia técnica de PC Magazine: Premio a las redes. Howes también fue nombrado Netscape Fellow, el mayor honor de ingeniería de Netscape, y fue ascendido a Director de Tecnología de la División de Productos de Servidor de Netscape.

## Loudcloud Y Opsware
En 1999, poco después de que AOL adquiriera Netscape, Howes dejó AOL para cofundar Loudcloud con Marc Andreessen, Ben Horowitz e In Sik Rhee. Howes dirigió el departamento de ingeniería y encabezó la creación de Opsware, el software de automatización de centros de datos de la empresa para acelerar la construcción de sitios. Fue reconocido por InfoWorld en el año 2000 como uno de los 10 principales innovadores del comercio electrónico. En 2002, Loudcloud cambió de negocio y pasó a llamarse Opsware. En Loudcloud y Opsware, Howes ocupó los cargos de vicepresidente ejecutivo y director de tecnología. En 2005, Howes fue nombrado uno de los "25 mejores CTO de 2005" por la revista InfoWorld. En 2007 Opsware fue adquirida por Hewlett-Packard por 1.650 millones de dólares, y Howes se convirtió en vicepresidente y CTO de HP Software.

## Rockmelt
En octubre de 2008, Howes dejó Hewlett-Packard para cofundar RockMelt con Eric Vishria. En agosto de 2013, Rockmelt fue adquirida por Yahoo, y Howes se incorporó a Yahoo! como Vicepresidente de Ingeniería del Grupo de Productos Móviles y Emergentes de Yahoo. Dejó la empresa en diciembre de 2014.

## Know Yourself
En 2012, Howes cofundó Know Yourself, una corporación de beneficio público con sede en Oakland (California), dedicada a hacer de la autoalfabetización una parte vital de la educación temprana. La empresa diseña y vende productos que enseñan a los niños su anatomía, fisiología y psicología, incluyendo kits de actividades, libros, cómics y diversos productos de ropa y estilo de vida. Howes es el director general.

## ClearStory Data
En mayo de 2015, Howes fue nombrado director de tecnología de ClearStory Data, un proveedor líder en la nube de inteligencia de datos de ciclo rápido basado en Apache Spark. ClearStory Data fue adquirida por Alteryx en abril de 2019.

## Facebook
En noviembre de 2018, Howes se unió a Facebook como director de ingeniería en el grupo de infraestructura de IA de Facebook, donde trabajó en la mejora de la experiencia de los desarrolladores de IA.

## Tableros y premios
Howes ha formado parte del Consejo de Arquitectura de Internet del IETF. Ha sido director de los consejos de Blue Coat Systems y Homestead Technologies, miembro del Comité Asesor Nacional de la Facultad de Ingeniería de la Universidad de Míchigan, administrador de SFJazz y asesor técnico de varias empresas emergentes. En 2016, Howes recibió la conferencia y el premio Arbor Networks PhD Research Impact.

## Personal
Howes vive en Silicon Valley, California, con su mujer, Nancy Howes, y sus dos hijas, Zhi y Madeline.